# Derby de Epsom
El Derby de Epsom, Epsom Derby, Derby Stakes o simplemente The Derby es una carrera de caballos clasificada internacionalmente como Grupo I, destinada a caballos y yeguas purasangre de tres años de edad hípica (excluyendo animales castrados), disputada en el hipódromo de Epsom Downs en Epsom (Surrey). 
Es una carrera de galope plano de 2423 metros de distancia (1 milla, 4 furlongs y 10 yardas), programada para el inicio de junio de cada año, disputada por primera vez en 1780. Es la competición que creó el nombre de derbi para los enfrentamientos relevantes en todos los deportes. Forma parte de la Triple Corona Inglesa junto al 1000 Guineas Stakes y al St. Leger Stakes.
En 1913 se produjo una tragedia durante la carrera: la sufragista Emily Wilding Davison se puso delante del caballo Anmer, propiedad del rey Jorge V del Reino Unido y fue atropellada por el equino. Falleció cuatro días después a causa de las heridas.

## Día de la competición
Es conocido como Derby Day y tiene lugar la primera semana de junio.

## Historia
La familia Stanley, Condes de Derby, tenía una larga historia en las carreras de caballos, y James Stanley, 7.º conde de Derby, que obtuvo el Señorío de Mann en 1627, instituyó las carreras de caballos en la península de Langness de la isla de Man, donando una copa para lo que se conoció como el "Manx Derby".
El Derby se originó en una celebración posterior a la primera carrera del Oaks Stakes en 1779. Se planeó una nueva carrera y se decidió que debería llevar el nombre del anfitrión del evento, el 12.º conde de Derby, o de uno de sus invitados, Sir Charles Bunbury (otra carrera, la Bunbury Cup disputada en Newmarket recibiría posteriormente este nombre en su honor). Según la leyenda, la decisión se tomó lanzando una moneda al aire, pero es probable que Bunbury, mayordomo del Jockey Club, cediese el honor a su anfitrión. La carrera inaugural del Derby se llevó a cabo el jueves 4 de mayo de 1780. La ganó Diomed, un potro propiedad de Sir Charles Bunbury, que obtuvo un premio en metálico de 1.065 libras esterlinas con 15 chelines. Las cuatro primeras tandas se disputaron en la última milla del antiguo recorrido Orbicular <49>, que se extendió como en el caso del Oaks a la distancia actual de 1,5 millas en 1784. Lord Derby logró su primer éxito en la prueba en 1787, con un caballo llamado Sir Peter Teazle.
El punto de partida de la carrera se trasladó dos veces durante el siglo XIX. El primer movimiento, sugerido por Lord george Bentinck, fue en 1848 y el segundo en 1872. En 1991 se descubrió que la longitud exacta de la carrera era de una milla, cuatro estadios y 10 yardas.
Inicialmente, el Derby se llevaba a cabo un jueves a finales de mayo o principios de junio, dependiendo de cómo se situase la Pascua en el calendario de cada año. En 1838, la carrera se trasladó a un miércoles para encajar con el horario de los ferrocarriles, pero todavía siguió vinculada a la fiesta móvil de Pascua. En el siglo XX, la carrera se realizaba principalmente un miércoles a finales de mayo o principios de junio hasta 1994, cuando se cambió a un sábado a principios de junio. De 1915 a 1918 (durante la Primera Guerra Mundial), se celebró en martes, siendo la última fecha de la carrera el 31 de julio de 1917. De 1942 a 1945 (durante la Segunda Guerra Mundial), de 1947 a 1950 y en 1953, la carrera se corrió en un sábado. De 1969 a 1994, fue el primer miércoles de junio. Desde 2003 hasta al menos 2022, ha sido el primer sábado de junio, excepto la carrera disputada el 4 de julio de 2020 sin espectadores, debido a la pandemia del COVID-19.
El Derby se ha llevado a cabo en Epsom todos los años excepto durante las dos guerras mundiales, que provocaron entre 1915 y 1918 por un lado y entre 1940 y 1945 por otro, que el Derby se organizara en el hiódromo de Newmarket, con la denominación de 'Nuevo Derby'.
La edición más controvertida del Derby de Epsom tuvo lugar en 1844. El ganador de aquel año, Running Rein, fue descalificado al descubrirse que había sido sustituido por un caballo de cuatro años llamado Maccabeus para obtener ganancias fraudulentas en las apuestas.
El Derby ha inspirado muchos eventos similares en todo el mundo. Las variaciones europeas incluyen el Derby Italiano, el Deutsches Derby, el Irish Derby y el Prix du Jockey Club (conocido popularmente en las islas británicas como el "Derby francés"). Varias carreras en los Estados Unidos incluyen el nombre "Derby", incluida la más antigua, el Derby de Kentucky. Otros equivalentes nacionales incluyen el Australian Derby, el New Zealand Derby y el Derby Japonés.
En 1931, el Derby se convirtió en el primer evento deportivo al aire libre del mundo en ser televisado.

## Palmarés
Durante la Guerra las carreras se desarrollaron en el hipódromo de Newmarket 
| Año       | Campeón              | Jockey                  | Entrenador                   | Propietario                    | Dist. | Tiempo  |
| --------- | -------------------- | ----------------------- | ---------------------------- | ------------------------------ | ----- | ------- |
| 1780      | Diomed               | Sam Arnull              | R. Teasdale                  | Charles Bunbury                |       |         |
| 1781      | Young Eclipse        | Charles Hindley         |                              | Dennis O'Kelly                 |       |         |
| 1782      | Assassin             | Sam Arnull              | Frank Neale                  | George Wyndham                 |       |         |
| 1783      | Saltram              | Charles Hindley         | Frank Neale                  | John Parker                    |       |         |
| 1784      | Serjeant             | John Arnull             |                              | Dennis O'Kelly                 |       |         |
| 1785      | Aimwell              | Charles Hindley         | John Pratt                   | 1st Earl of Clermont           |       |         |
| 1786      | Noble                | J. White                | Frank Neale                  | Tommy Panton                   |       |         |
| 1787      | Sir Peter Teazle     | Sam Arnull              | Saunders                     | 12th Earl of Derby             |       |         |
| 1788      | Sir Thomas           | William South           | Frank Neale                  | HRH Prince of Wales            |       |         |
| 1789      | Skyscraper           | Sam Chifney             | Matt Stephenson              | 5th Duke of Bedford            |       |         |
| 1790      | Rhadamanthus         | John Arnull             | John Pratt                   | 1st Earl Grosvenor             |       |         |
| 1791      | Eager                | Matt Stephenson         | Matt Stephenson              | 5th Duke of Bedford            |       |         |
| 1792      | John Bull            | Frank Buckle            | John Pratt                   | 1st Earl Grosvenor             |       |         |
| 1793      | Waxy                 | Bill Clift              | Robert Robson                | Sir Ferdinand Poole            |       |         |
| 1794      | Daedalus             | Frank Buckle            | John Pratt                   | 1st Earl Grosvenor             |       |         |
| 1795      | Spread Eagle         | Anthony Wheatley        | Richard Prince               | Sir Frank Standish             |       |         |
| 1796      | Didelot              | John Arnull             | Richard Prince               | Sir Frank Standish             |       |         |
| 1797      | Colt by Fidget       | John Singleton          | Matt Stephenson              | 5th Duke of Bedford            |       |         |
| 1798      | Sir Harry            | Sam Arnull              | Frank Neale                  | Joseph Cookson                 |       |         |
| 1799      | Archduke             | John Arnull             | Richard Prince               | Sir Frank Standish             |       |         |
| 1800      | Champion             | Bill Clift              | Tom Perren                   | Christopher Wilson             |       |         |
| 1801      | Eleanor              | John Saunders           | J. Frost                     | Sir Charles Bunbury            |       |         |
| 1802      | Tyrant               | Frank Buckle            | Robert Robson                | 3rd Duke of Grafton            |       |         |
| 1803      | Ditto                | Bill Clift              | John Lonsdale                | Sir Hedworth Williamson        |       |         |
| 1804      | Hannibal             | Bill Arnull             | Frank Neale                  | 3rd Earl of Egremont           |       |         |
| 1805      | Cardinal Beaufort    | Dennis Fitzpatrick      | Dixon Boyce                  | 3rd Earl of Egremont           |       |         |
| 1806      | Paris                | John Shepherd           | Richard Prince               | 3rd Baron Foley                |       |         |
| 1807      | Election             | John Arnull             | Dixon Boyce                  | 3rd Earl of Egremont           |       |         |
| 1808      | Pan                  | Frank Collinson         | John Lonsdale                | Sir Hedworth Williamson        |       |         |
| 1809      | Pope                 | Tom Goodisson           | Robert Robson                | 3rd Duke of Grafton            | nk    |         |
| 1810      | Whalebone            | Bill Clift              | Robert Robson                | 3rd Duke of Grafton            |       |         |
| 1811      | Phantom              | Frank Buckle            | James Edwards                | Sir John Shelley               |       |         |
| 1812      | Octavius             | Bill Arnull             | Dixon Boyce                  | Robert Ladbroke                |       |         |
| 1813      | Smolensko            | Tom Goodisson           | Crouch                       | Sir Charles Bunbury            |       |         |
| 1814      | Blucher              | Bill Arnull             | Dixon Boyce                  | 2nd Baron Stawell              |       |         |
| 1815      | Whisker              | Tom Goodisson           | Robert Robson                | 4th Duke of Grafton            |       |         |
| 1816      | Prince Leopold       | Will Wheatley           | William Butler               | HRH Duke of York               |       |         |
| 1817      | Azor                 | Jem Robinson            | Robert Robson                | John Payne                     |       |         |
| 1818      | Sam                  | Sam Chifney, Jr.        | William Chifney              | Thomas Thornhill               |       |         |
| 1819      | Tiresias             | Bill Clift              | Richard Prince               | 4th Duke of Portland           |       |         |
| 1820      | Sailor               | Sam Chifney, Jr.        | William Chifney              | Thomas Thornhill               |       |         |
| 1821      | Gustavus             | Sam Day                 | Crouch                       | John Hunter                    |       |         |
| 1822      | Moses                | Tom Goodisson           | William Butler               | HRH Duke of York               |       |         |
| 1823      | Emilius              | Frank Buckle            | Robert Robson                | John Udny                      |       |         |
| 1824      | Cedric               | Jem Robinson            | James Edwards                | Sir John Shelley               |       |         |
| 1825      | Middleton            | Jem Robinson            | James Edwards                | 5th Earl of Jersey             |       |         |
| 1826      | Lap-dog              | George Dockeray         | R. Stephenson                | 3rd Earl of Egremont           |       |         |
| 1827      | Mameluke             | Jem Robinson            | James Edwards                | 5th Earl of Jersey             |       |         |
| 1828      | Cadland              | Jem Robinson            | Dixon Boyce                  | 5th Duke of Rutland            | dh    |         |
| 1829      | Frederick            | John Forth              | John Forth                   | William Gratwicke              |       |         |
| 1830      | Priam                | Sam Day                 | William Chifney              | William Chifney                |       |         |
| 1831      | Spaniel              | Will Wheatley           | J. Rogers                    | Viscount Lowther               |       |         |
| 1832      | St. Giles            | Bill Scott              | J. Webb                      | Robert Ridsdale                |       |         |
| 1833      | Dangerous            | Jem Chapple             | Isaac Sadler                 | Isaac Sadler                   |       |         |
| 1834      | Plenipotentiary      | Patrick Conolly         | George Payne                 | Stanlake Batson                |       |         |
| 1835      | Mündig               | Bill Scott              | John Scott                   | John Bowes                     |       |         |
| 1836      | Bay Middleton        | Jem Robinson            | James Edwards                | 5th Earl of Jersey             | 2     |         |
| 1837      | Phosphorus           | George Edwards          | John Doe                     | Lord Berners                   |       |         |
| 1838      | Amato                | Jem Chapple             | Ralph Sherwood               | Sir Gilbert Heathcote          |       |         |
| 1839      | Bloomsbury           | Sim Templeman           | William Ridsdale             | William Ridsdale               |       |         |
| 1840      | Little Wonder        | William Macdonald       | John Forth                   | David Robertson                |       |         |
| 1841      | Coronation           | Patrick Conolly         | Ben Painter                  | Abraham Rawlinson              |       |         |
| 1842      | Attila               | Bill Scott              | John Scott                   | George Anson                   |       |         |
| 1843      | Cotherstone          | Bill Scott              | John Scott                   | John Bowes                     | 2     |         |
| 1844      | Orlando              | Nat Flatman             | W. Cooper                    | Jonathan Peel                  |       |         |
| 1845      | The Merry Monarch    | Foster Bell             | John Forth                   | William Gratwicke              |       |         |
| 1846      | Pyrrhus The First    | Sam Day                 | John Day                     | John Gully                     |       | 2:55    |
| 1847      | Cossack              | Sim Templeman           | John Day                     | T. H. Pedley                   |       | 2:52    |
| 1848      | Surplice             | Sim Templeman           | John Kent, Jr.               | 3rd Viscount Clifden           |       | 2:48    |
| 1849      | The Flying Dutchman  | Charlie Marlow          | John Fobert                  | 13th Earl of Eglinton          | snk   | 3:00    |
| 1850      | Voltigeur            | Job Marson              | Robert Hill                  | 2nd Earl of Zetland            |       | 2:50    |
| 1851      | Teddington           | Job Marson              | Alec Taylor, Sr.             | Sir Joseph Hawley              | 2     | 2:51    |
| 1852      | Daniel O'Rourke      | Frank Butler            | John Scott                   | John Bowes                     |       | 3:02    |
| 1853      | West Australian      | Frank Butler            | John Scott                   | John Bowes                     | nk    | 2:55    |
| 1854      | Andover              | Alfred Day              | John Day                     | John Gully                     | 1     | 2:52    |
| 1855      | Wild Dayrell         | Robert Sherwood         | John Rickaby                 | Francis Popham                 |       | 2:54    |
| 1856      | Ellington            | Tom Aldcroft            | Tom Dawson                   | Octavius Vernon Harcourt       | 1     | 3:04    |
| 1857      | Blink Bonny          | Jack Charlton           | William I'Anson              | William I'Anson                | nk    | 2:45    |
| 1858      | Beadsman             | John Wells              | George Manning               | Sir Joseph Hawley              |       | 2:54    |
| 1859      | Musjid               | John Wells              | George Manning               | Sir Joseph Hawley              |       | 2:59    |
| 1860      | Thormanby            | Harry Custance          | Mathew Dawson                | James Merry                    | 1½    | 2:55    |
| 1861      | Kettledrum           | Ralph Bullock           | G. Oates                     | Charles Towneley               |       | 2:45    |
| 1862      | Caractacus           | John Parsons            | Robert Smith                 | Charles Snewing                |       | 2:45    |
| 1863      | Macaroni             | Tom Chaloner            | James Godding                | Richard Naylor                 |       | 2:50    |
| 1864      | Blair Athol          | Jim Snowden             | William I'Anson              | William I'Anson                |       | 2:43    |
| 1865      | Gladiateur           | Harry Grimshaw          | Tom Jennings, Sr.            | Frédéric de Lagrange           | 2     | 2:46    |
| 1866      | Lord Lyon            | Harry Custance          | James Dover                  | Richard Sutton                 |       | 2:50    |
| 1867      | Hermit               | John Daley              | G. Bloss                     | Henry Chaplin                  |       | 2:42    |
| 1868      | Blue Gown            | John Wells              | John Porter                  | Sir Joseph Hawley              |       | 2:43    |
| 1869      | Pretender            | John Osborne, Jr.       | Tom Dawson                   | John Johnstone                 |       | 2:52    |
| 1870      | Kingcraft            | Tom French              | Mathew Dawson                | 6th Viscount Falmouth          | 4     | 2:45    |
| 1871      | Favonius             | Tom French              | Joseph Hayhoe                | Mayer A. de Rothschild         |       | 2:50    |
| 1872      | Cremorne             | Charlie Maidment        | William Gilbert              | Henry Savile                   |       | 2:45    |
| 1873      | Doncaster            | Fred Webb               | Robert Peck                  | James Merry                    |       | 2:50    |
| 1874      | George Frederick     | Harry Custance          | Tom Leader                   | W. S. Cartwright               | 2     | 2:46    |
| 1875      | Galopin              | Jack Morris             | John Dawson                  | Gusztáv Batthyány              | 1     | 2:48    |
| 1876      | Kisber               | Charlie Maidment        | Joseph Hayhoe                | Alexander Baltazzi             | 5     | 2:44    |
| 1877      | Silvio               | Fred Archer             | Mathew Dawson                | 6th Viscount Falmouth          | ½     | 2:50    |
| 1878      | Sefton               | Harry Constable         | Alec Taylor, Sr.             | William Stirling Crawfurd      | 1½    | 2:56    |
| 1879      | Sir Bevys            | George Fordham          | Joseph Hayhoe                | Lionel de Rothschild           | ¾     | 3:02    |
| 1880      | Bend Or              | Fred Archer             | Robert Peck                  | 1st Duke of Westminster        | hd    | 2:46    |
| 1881      | Iroquois             | Fred Archer             | Jacob Pincus                 | Pierre Lorillard IV            | nk    | 2:50    |
| 1882      | Shotover             | Tom Cannon, Sr.         | John Porter                  | 1st Duke of Westminster        | ¾     | 2:45    |
| 1883      | St. Blaise           | Charles Wood            | John Porter                  | Sir Frederick Johnstone        | hd    | 2:48    |
| 1884 (dh) | Harvester St. Gatien | Sam Loates Charles Wood | James Jewitt Robert Sherwood | Sir J. Willoughby Jack Hammond | dh    | 2:46    |
| 1885      | Melton               | Fred Archer             | Mathew Dawson                | 20th Baron Hastings            | hd    | 2:44    |
| 1886      | Ormonde              | Fred Archer             | John Porter                  | 1st Duke of Westminster        | 1½    | 2:45.6  |
| 1887      | Merry Hampton        | John Watts              | Martin Gurry                 | George Baird                   | 4     | 2:43    |
| 1888      | Ayrshire             | Fred Barrett            | George Dawson                | 6th Duke of Portland           | 2'    | 2:43    |
| 1889      | Donovan              | Tommy Loates            | George Dawson                | 6th Duke of Portland           | 1½    | 2:44    |
| 1890      | Sainfoin             | John Watts              | John Porter                  | Sir James Miller               | ¾     | 2:49    |
| 1891      | Common               | George Barrett          | John Porter                  | Sir Frederick Johnstone        | 2     | 2:56    |
| 1892      | Sir Hugo             | Fred Allsopp            | Tom Wadlow                   | 3rd Earl of Bradford           | ¾     | 2:44    |
| 1893      | Isinglass            | Tommy Loates            | James Jewitt                 | Harry McCalmont                | 1½    | 2:43    |
| 1894      | Ladas                | John Watts              | Mathew Dawson                | 5th Earl of Rosebery           | 1½    | 2:45    |
| 1895      | Sir Visto            | Sam Loates              | Mathew Dawson                | 5th Earl of Rosebery           | ¾     | 2:43    |
| 1896      | Persimmon            | John Watts              | Richard Marsh                | HRH Prince of Wales            | nk    | 2:42    |
| 1897      | Galtee More          | Charles Wood            | Sam Darling                  | John Gubbins                   | 2     | 2:44    |
| 1898      | Jeddah               | Otto Madden             | Richard Marsh                | James Larnach                  | ¾     | 2:47    |
| 1899      | Flying Fox           | Morny Cannon            | John Porter                  | 1st Duke of Westminster        | 2     | 2:42    |
| 1900      | Diamond Jubilee      | Herbert Jones           | Richard Marsh                | HRH Prince of Wales            | ½     | 2:42    |
| 1901      | Volodyovski          | Lester Reiff            | John Huggins                 | William C. Whitney             | ¾     | 2:40.8  |
| 1902      | Ard Patrick          | Skeets Martin           | Sam Darling                  | John Gubbins                   | 3     | 2:42.2  |
| 1903      | Rock Sand            | Danny Maher             | George Blackwell             | Sir James Miller               | 2     | 2:42.8  |
| 1904      | St. Amant            | Kempton Cannon          | Alfred Hayhoe                | Leopold de Rothschild          | 3     | 2:45.4  |
| 1905      | Cicero               | Danny Maher             | Percy Peck                   | 5th Earl of Rosebery           | ¾     | 2:39.6  |
| 1906      | Spearmint            | Danny Maher             | Peter Gilpin                 | Major Eustace Loder            | 1½    | 2:36.8  |
| 1907      | Orby                 | John Reiff              | Fred McCabe                  | Richard Croker                 | 2     | 2:44    |
| 1908      | Signorinetta         | Billy Bullock           | Edoardo Ginistrelli          | Edoardo Ginistrelli            | 2     | 2:39.8  |
| 1909      | Minoru               | Herbert Jones           | Richard Marsh                | King Edward VII                | shd   | 2:42.7  |
| 1910      | Lemberg              | Bernard Dillon          | Alec Taylor, Jr.             | Alfred Cox                     | nk    | 2:35.2  |
| 1911      | Sunstar              | George Stern            | Charles Morton               | Jack Barnato Joel              | 2     | 2:36.8  |
| 1912      | Tagalie              | John Reiff              | Dawson Waugh                 | Walter Raphael                 | 4     | 2:38.8  |
| 1913      | Aboyeur              | Edwin Piper             | Tom Lewis                    | Alan Cunliffe                  | nk    | 2:37.6  |
| 1914      | Durbar               | Matt MacGee             | Tom Murphy                   | Herman Duryea                  | 3     | 2:38.4  |
| 1915      | Pommern              | Steve Donoghue          | Charles Peck                 | Solomon Joel                   | 2     | 2:32.6  |
| 1916      | Fifinella            | Joe Childs              | Dick Dawson                  | Sir Edward Hulton              | nk    | 2:36.6  |
| 1917      | Gay Crusader         | Steve Donoghue          | Alec Taylor, Jr.             | Alfred Cox                     | 4     | 2:40.6  |
| 1918      | Gainsborough         | Joe Childs              | Alec Taylor, Jr.             | Lady James Douglas             | 1½    | 2:33.2  |
| 1919      | Grand Parade         | Fred Templeman          | Frank Barling                | 1st Baron Glanely              | ½     | 2:35.8  |
| 1920      | Spion Kop            | Frank O'Neill           | Peter Gilpin                 | Giles Loder                    | 2     | 2:34.8  |
| 1921      | Humorist             | Steve Donoghue          | Charles Morton               | Jack Barnato Joel              | nk    | 2:36.2  |
| 1922      | Captain Cuttle       | Steve Donoghue          | Fred Darling                 | 1st Baron Woolavington         | 4     | 2:34.6  |
| 1923      | Papyrus              | Steve Donoghue          | Basil Jarvis                 | Ben Irish                      | 1     | 2:38    |
| 1924      | Sansovino            | Tommy Weston            | George Lambton               | 17th Earl of Derby             | 6     | 2:46    |
| 1925      | Manna                | Steve Donoghue          | Fred Darling                 | Henry E. Morriss               | 8     | 2:40.6  |
| 1926      | Coronach             | Joe Childs              | Fred Darling                 | 1st Baron Woolavington         | 5     | 2:47.8  |
| 1927      | Call Boy             | Charlie Elliott         | John E. Watts                | Frank Curzon                   | 2     | 2:34.4  |
| 1928      | Felstead             | Harry Wragg             | Ossie Bell                   | Sir Hugo Cunliffe-Owen         | 1½    | 2:34.8  |
| 1929      | Trigo                | Joe Marshall            | Dick Dawson                  | William Barnett                | 1½    | 2:36.4  |
| 1930      | Blenheim             | Harry Wragg             | Dick Dawson                  | HH Aga Khan III                | 1     | 2:38.2  |
| 1931      | Cameronian           | Freddie Fox             | Fred Darling                 | Arthur Dewar                   | ¾     | 2:36.6  |
| 1932      | April the Fifth      | Fred Lane               | Tom Walls                    | Tom Walls                      | ¾     | 2:43.2  |
| 1933      | Hyperion             | Tommy Weston            | George Lambton               | 17th Earl of Derby             | 4     | 2:34    |
| 1934      | Windsor Lad          | Charles Smirke          | Marcus Marsh                 | Maharaja of Rajpipla           | 1     | 2:34    |
| 1935      | Bahram               | Freddie Fox             | Frank Butters                | HH Aga Khan III                | 2     | 2:36    |
| 1936      | Mahmoud              | Charles Smirke          | Frank Butters                | HH Aga Khan III                | 3     | 2:33.8  |
| 1937      | Mid-day Sun          | Michael Beary           | Fred Butters                 | Lettice Mary Miller            | 1½    | 2:37.6  |
| 1938      | Bois Roussel         | Charlie Elliott         | Fred Darling                 | Peter Beatty                   | 4     | 2:39.2  |
| 1939      | Blue Peter           | Eph Smith               | Jack Jarvis                  | 6th Earl of Rosebery           | 4     | 2:36.8  |
| 1940      | Pont l'Eveque        | Sam Wragg               | Fred Darling                 | Fred Darling                   | 3     | 2:30.8  |
| 1941      | Owen Tudor           | Billy Nevett            | Fred Darling                 | C. Macdonald-Buchanan          | 1½    | 2:32    |
| 1942      | Watling Street       | Harry Wragg             | Walter Earl                  | 17th Earl of Derby             | nk    | 2:29.6  |
| 1943      | Straight Deal        | Tommy Carey             | Walter Nightingall           | Dorothy Paget                  | hd    | 2:30.4  |
| 1944      | Ocean Swell          | Billy Nevett            | Jack Jarvis                  | 6th Earl of Rosebery           | nk    | 2:31    |
| 1945      | Dante                | Billy Nevett            | Matthew Peacock              | Sir Eric Ohlson                | 2     | 2:26.6  |
| 1946      | Airborne             | Tommy Lowrey            | Dick Perryman                | John E. Ferguson               | 1     | 2:44.6  |
| 1947      | Pearl Diver          | Georges Bridgland       | Percy Carter                 | Baron Geoffroy de Waldner      | 4     | 2:38.4  |
| 1948      | My Love              | Rae Johnstone           | Richard Carver               | HH Aga Khan III / Volterra     | 1½    | 2:40    |
| 1949      | Nimbus               | Charlie Elliott         | George Colling               | Marion Glenister               | hd    | 2:42    |
| 1950      | Galcador             | Rae Johnstone           | Charles Semblat              | Marcel Boussac                 | hd    | 2:36.8  |
| 1951      | Arctic Prince        | Chuck Spares            | Willie Stephenson            | Joseph McGrath                 | 6     | 2:39.4  |
| 1952      | Tulyar               | Charles Smirke          | Marcus Marsh                 | HH Aga Khan III                | ¾     | 2:36.4  |
| 1953      | Pinza                | Sir Gordon Richards     | Norman Bertie                | Sir Victor Sassoon             | 4     | 2:35.6  |
| 1954      | Never Say Die        | Lester Piggott          | Joseph Lawson                | Robert Sterling Clark          | 2     | 2:35.8  |
| 1955      | Phil Drake           | Freddie Palmer          | François Mathet              | Suzy Volterra                  | 2     | 2:39.8  |
| 1956      | Lavandin             | Rae Johnstone           | Alec Head                    | Pierre Wertheimer              | nk    | 2:36.4  |
| 1957      | Crepello             | Lester Piggott          | Noel Murless                 | Sir Victor Sassoon             | 1½    | 2:35.4  |
| 1958      | Hard Ridden          | Charles Smirke          | Mick Rogers                  | Sir Victor Sassoon             | 5     | 2:41.2  |
| 1959      | Parthia              | Harry Carr              | Cecil Boyd-Rochfort          | Sir Humphrey de Trafford       | 1½    | 2:36.0  |
| 1960      | St. Paddy            | Lester Piggott          | Noel Murless                 | Sir Victor Sassoon             | 3     | 2:35.8  |
| 1961      | Psidium              | Roger Poincelet         | Harry Wragg                  | Etti Plesch                    | 2     | 2:36.4  |
| 1962      | Larkspur             | Neville Sellwood        | Vincent O'Brien              | Raymond R. Guest               | 2     | 2:37.6  |
| 1963      | Relko                | Yves Saint-Martin       | François Mathet              | François Dupré                 | 6     | 2:39.4  |
| 1964      | Santa Claus          | Scobie Breasley         | Mick Rogers                  | John Ismay                     | 1     | 2:41.98 |
| 1965      | Sea Bird             | Pat Glennon             | Etienne Pollet               | Jean Ternynck                  | 2     | 2:38.41 |
| 1966      | Charlottown          | Scobie Breasley         | Gordon Smyth                 | Lady Zia Wernher               | nk    | 2:37.63 |
| 1967      | Royal Palace         | George Moore            | Noel Murless                 | Jim Joel                       | 2½    | 2:38.36 |
| 1968      | Sir Ivor             | Lester Piggott          | Vincent O'Brien              | Raymond R. Guest               | 1½    | 2:38.73 |
| 1969      | Blakeney             | Ernie Johnson           | Arthur Budgett               | Arthur Budgett                 | 1     | 2:40.30 |
| 1970      | Nijinsky             | Lester Piggott          | Vincent O'Brien              | Charles W. Engelhard, Jr.      | 2½    | 2:34.68 |
| 1971      | Mill Reef            | Geoff Lewis             | Ian Balding                  | Paul Mellon                    | 2     | 2:37.14 |
| 1972      | Roberto              | Lester Piggott          | Vincent O'Brien              | John W. Galbreath              | shd   | 2:36.09 |
| 1973      | Morston              | Edward Hide             | Arthur Budgett               | Arthur Budgett                 | ½     | 2:35.92 |
| 1974      | Snow Knight          | Brian Taylor            | Peter Nelson                 | Sharon Phillips                | 2     | 2:35.04 |
| 1975      | Grundy               | Pat Eddery              | Peter Walwyn                 | Carlo Vittadini                | 3     | 2:35.35 |
| 1976      | Empery               | Lester Piggott          | Maurice Zilber               | Nelson Bunker Hunt             | 3     | 2:35.69 |
| 1977      | The Minstrel         | Lester Piggott          | Vincent O'Brien              | Robert Sangster                | nk    | 2:36.44 |
| 1978      | Shirley Heights      | Greville Starkey        | John Dunlop                  | 2nd Earl of Halifax            | hd    | 2:35.30 |
| 1979      | Troy                 | Willie Carson           | Dick Hern                    | Sobell / Weinstock             | 7     | 2:36.59 |
| 1980      | Henbit               | Willie Carson           | Dick Hern                    | Etti Plesch                    | ½     | 2:34.77 |
| 1981      | Shergar              | Walter Swinburn         | Michael Stoute               | S.A. Aga Khan                  | 10    | 2:44.21 |
| 1982      | Golden Fleece        | Pat Eddery              | Vincent O'Brien              | Robert Sangster                | 3     | 2:34.27 |
| 1983      | Teenoso              | Lester Piggott          | Geoff Wragg                  | Eric Moller                    | 3     | 2:49.07 |
| 1984      | Secreto              | Christy Roche           | David O'Brien                | Luigi Miglietti                | shd   | 2:39.12 |
| 1985      | Slip Anchor          | Steve Cauthen           | Henry Cecil                  | Lord Howard de Walden          | 7     | 2:36.23 |
| 1986      | Shahrastani          | Walter Swinburn         | Michael Stoute               | S.A. Aga Khan                  | ½     | 2:37.13 |
| 1987      | Reference Point      | Steve Cauthen           | Henry Cecil                  | Louis Freedman                 | 1½    | 2:33.90 |
| 1988      | Kahyasi              | Ray Cochrane            | Luca Cumani                  | S.A. Aga Khan                  | 1½    | 2:33.84 |
| 1989      | Nashwan              | Willie Carson           | Dick Hern                    | Hamdan Al Maktoum              | 5     | 2:34.90 |
| 1990      | Quest for Fame       | Pat Eddery              | Roger Charlton               | Khalid Abdullah                | 3     | 2:37.26 |
| 1991      | Generous             | Alan Munro              | Paul Cole                    | Fahd bin Salman                | 5     | 2:34.00 |
| 1992      | Dr Devious           | John Reid               | Peter Chapple-Hyam           | Sidney H. Craig                | 2     | 2:36.19 |
| 1993      | Commander in Chief   | Michael Kinane          | Henry Cecil                  | Khalid Abdullah                | 3½    | 2:34.51 |
| 1994      | Erhaab               | Willie Carson           | John Dunlop                  | Hamdan Al Maktoum              | 1¼    | 2:34.16 |
| 1995      | Lammtarra            | Walter Swinburn         | Saeed bin Suroor             | Saeed bin M. Al Maktoum        | 1     | 2:32.31 |
| 1996      | Shaamit              | Michael Hills           | William Haggas               | Khalifa Dasmal                 | 1¼    | 2:35.05 |
| 1997      | Benny the Dip        | Willie Ryan             | John Gosden                  | Landon Knight                  | shd   | 2:35.77 |
| 1998      | High-Rise            | Olivier Peslier         | Luca Cumani                  | M. Obaid Al Maktoum            | hd    | 2:33.88 |
| 1999      | Oath                 | Kieren Fallon           | Henry Cecil                  | The Thoroughbred Corp.         | 1¾    | 2:37.43 |
| 2000      | Sinndar              | Johnny Murtagh          | John Oxx                     | S.A. Aga Khan                  | 1     | 2:36.75 |
| 2001      | Galileo              | Michael Kinane          | Aidan O'Brien                | Magnier / Tabor                | 3½    | 2:33.27 |
| 2002      | High Chaparral       | Johnny Murtagh          | Aidan O'Brien                | Magnier / Tabor                | 2     | 2:39.45 |
| 2003      | Kris Kin             | Kieren Fallon           | Sir Michael Stoute           | Saeed Suhail                   | 1     | 2:33.35 |
| 2004      | North Light          | Kieren Fallon           | Sir Michael Stoute           | Ballymacoll Stud               | 1½    | 2:33.72 |
| 2005      | Motivator            | Johnny Murtagh          | Michael Bell                 | Royal Ascot Racing Club        | 5     | 2:35.69 |
| 2006      | Sir Percy            | Martin Dwyer            | Marcus Tregoning             | Anthony Pakenham               | shd   | 2:35.23 |
| 2007      | Authorized           | Frankie Dettori         | Peter Chapple-Hyam           | Al Homaizi / Al Sagar          | 5     | 2:34.77 |
| 2008      | New Approach         | Kevin Manning           | Jim Bolger                   | Haya Bint Al Husein            | ½     | 2:36.50 |
| 2009      | Sea the Stars        | Michael Kinane          | John Oxx                     | Christopher Tsui               | 1¾    | 2:36.74 |
| 2010      | Workforce            | Ryan Moore              | Sir Michael Stoute           | Khalid Abdullah                | 7     | 2:31.33 |
| 2011      | Pour Moi             | Mickael Barzalona       | André Fabre                  | Magnier / Tabor / Smith        | hd    | 2:34.54 |
| 2012      | Camelot              | Joseph O'Brien          | Aidan O'Brien                | Magnier / Tabor / Smith        | 5     | 2:33.90 |
| 2013      | Ruler of the World   | Ryan Moore              | Aidan O'Brien                | Magnier / Tabor / Smith        | 1½    | 2:39.06 |
| 2014      | Australia            | Joseph O'Brien          | Aidan O'Brien                | Smith, Magnier, Tabor, Khing   | 1¼    | 2:33.63 |
| 2015      | Golden Horn          | Frankie Dettori         | John Gosden                  | Anthony Oppenheimer            | 3½    | 2:32.32 |
| 2016      | Harzand              | Pat Smullen             | Dermot Weld                  | S.A. Aga Khan                  | 1½    | 2:40.09 |
| 2017      | Wings of Eagles      | Padraig Beggy           | Aidan O'Brien                | Smith / Magnier / Tabor        | ¾     | 2:33.02 |
| 2018      | Masar                | William Buick           | Charlie Appleby              | Godolphin                      | 1½    | 2:34.93 |
| 2019      | Anthony Van Dyck     | Seamie Heffernan        | Aidan O'Brien                | Smith / Magnier / Tabor        | ½     | 2:33.38 |
| 2020      | Serpentine           | Emmet McNamara          | Aidan O'Brien                | Tabor /Smith / Magnier         | 5½    | 2:34.43 |
| 2021      | Adayar               | Adam Kirby              | Charlie Appleby              | Godolphin                      | 4½    | 2:36.85 |
| 2022      | Desert Crown         | Richard Kingscote       | Sir Michael Stoute           | Saeed Suhail                   | 2½    | 2:36.38 |